# Ямный туалет

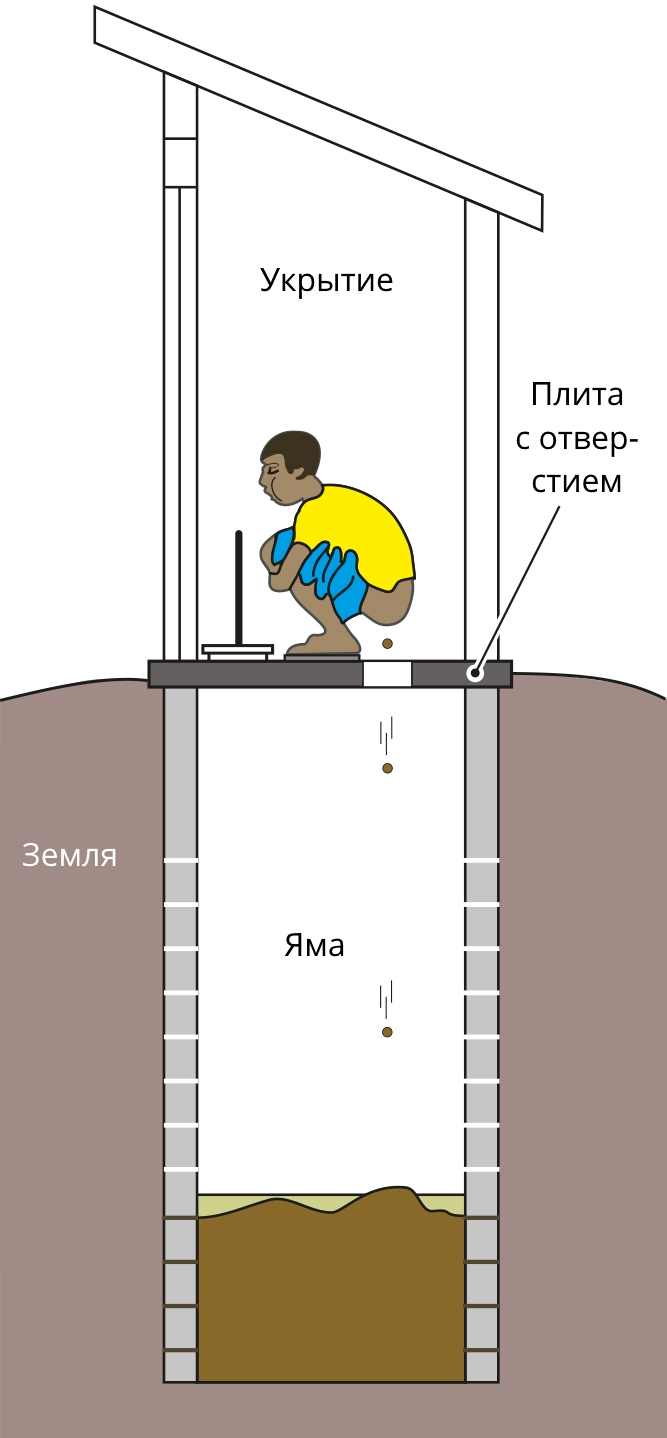
Схема простой ямной уборной с напольным унитазом и кабинкой

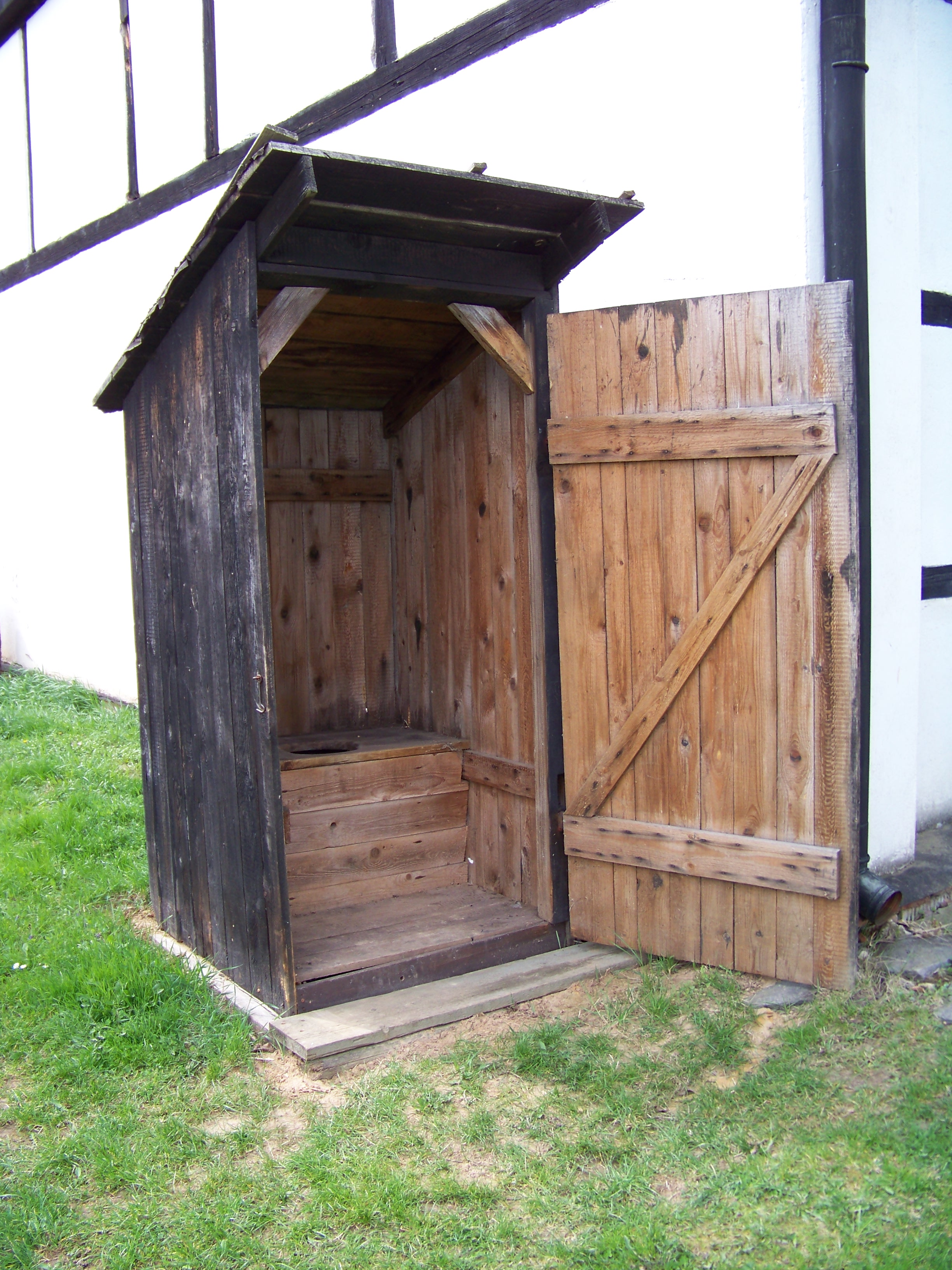
Классический ямный туалет снаружи, Чехия

Ямная уборная или ямный туалет — это тип туалета, в котором человеческие фекалии собираются в яму, вырытую в земле. При этом вода либо совсем не используется, либо, если ямная уборная оборудована сливом, расходуется в объёме от одного до трёх литров на один слив. Правильно построенные и обслуживаемые ямные уборные помогают предотвращать распространение заболеваний благодаря уменьшению количества человеческих фекалий, попадающих в окружающую среду вследствие открытой дефекации. Использование таких уборных снижает риск попадания в пищу патогенов, которые переносятся мухами с фекалий и являются главной причиной инфекционной диареи и заражения кишечными глистами. Но, такой вид туалета, в отличие от более удобного в использовании унитаза, не является надёжной защитой испражнений от контакта с окружающей средой. В 2011 году инфекционная диарея стала причиной гибели около 0,7 миллиона детей в возрасте до пяти лет, а также причиной пропуска школьниками 250 миллионов учебных часов. Ямные уборные — самый дешёвый способ оградить людей от контакта с фекалиями, но существенно менее надёжный и удобный, чем унитазы, подключенные к канализации. Ночью и зимой в холода использование такого туалета затруднено, при минусовых температурах содержимое ямы замерзает, использование этого туалета по сравнению с унитазом очень неудобное, поэтому у владельцев таких туалетов всегда есть ночные горшки. В городах этот вид туалета почти полностью вытеснен унитазом и писсуаром, как более гигиеничными, удобными, технологичными и прогрессивными средствами отправления естественных нужд. Продолжает иметь место в деревнях и сёлах, из-за отсутствия в них системы канализации в большинстве случаев.

## Устройство
Ямный туалет обычно состоит из трёх основных частей: ямы в земле, пола в виде плиты или настила с небольшим отверстием и кабинки. Глубина ямы обычно составляет не менее 3 метров (10 футов), а ширина — минимум 1 м (3,2 фута). Всемирная организация здравоохранения рекомендует строить ямную уборную на разумном расстоянии от дома, соблюдая баланс между такими факторами, как удобство доступа и запах. Расстояние до подземных вод и поверхностных вод должно быть настолько большим, насколько возможно, для снижения риска загрязнения. Диаметр отверстия в полу не должен превышать 25 сантиметров (9,8 дюйма) из-за опасности падения в него детей. В яму не должен проникать свет, поскольку это привлекает мух. Для уменьшения количества мух яма в полу может закрываться крышкой в перерывах между использованием уборной. При наполнении ямы до 0,5 метра (1,6 фута) от верха следует очистить её или построить новую яму и кабинку над ней (или перенести старую кабинку на новое место). Для стационарных ямных туалетов регулярно проводится ассенизация: опорожнение ямы, то есть извлечение из неё фекального ила, далее его транспортировка, обработка и хозяйственное использование. Если не проводить ассенизацию или делать её не должным образом, возникает риск загрязнения воды с дальнейшим риском для здоровья населения.
Стандартную ямную уборную можно усовершенствовать несколькими способами. Один из них подразумевает установку вентиляционной трубы, один конец которой соединён с ямой, а другой возвышается над всем сооружением. Это улучшает циркуляцию воздуха и уменьшает запах в туалете. Кроме того, для уменьшения количества мух верхнее отверстие трубы накрывают сеткой (как правило, сделанной из стеклопластика). В туалетах такого типа нет необходимости устанавливать крышку, закрывающую отверстие в полу. Другие возможные варианты — специальная конструкция пола с отводом стоков в яму, а также укрепление верха ямы кирпичами или цементными кольцами для повышения устойчивости.

## Использование
По данным за 2013 год, ямными уборными пользуются около 1,77 миллиарда человек. Наиболее популярны они в развивающихся странах, а также в сельской местности и малонаселённых районах с дикой природой. В 2011 году около 2,5 миллиарда человек не имели доступа к нормально обустроенным туалетам, и около одного миллиарда практикуют открытую дефекацию в окружающую среду. Наиболее серьёзная проблема с туалетами наблюдается в Южной Азии и Чёрной Африке. В развивающихся странах стоимость простого ямного туалета обычно составляет от 25 до 60 долларов США. Расходы на обслуживание колеблются между 1,5 и 4 долларами США на человека в год и зачастую не принимаются во внимание. С целью распространения туалетов в некоторых сельских районах Индии проводится кампания под лозунгом «Нет туалета — нет невесты», организаторы которой проповедуют отказ женщин вступать в брак с мужчинами, у которых в доме нет туалета.

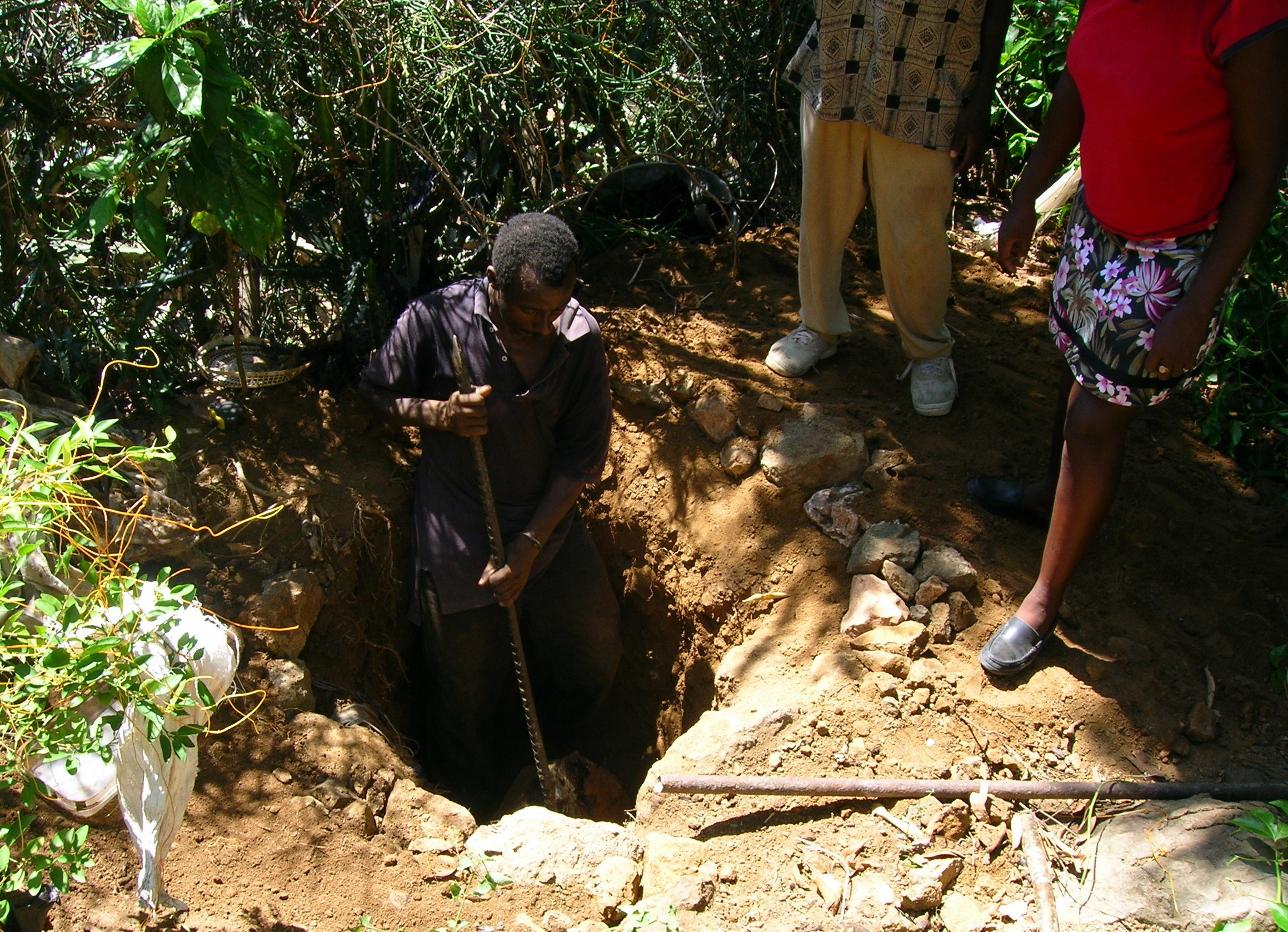
Подготовка выгребной ямы для туалета

## Типы ямных туалетов
Траншея является наиболее простым типом ямного туалета, состоящий из относительно глубокого рва (3-6 футов/1-2 метра в глубину) и достаточно узкая, чтобы встать ногами на обе стороны. Пользование таким туалетом предусматривает сидение на корточках («орлом») или с помощью специальных приспособлений сидя или лёжа, прислонившись к поддерживающей структуре. Таким приспособлением может являться бревно, доска или любой аналогичный предмет, позволяющий расположиться над ямой.
Кроме того, имеется различные типы туалетов одноразового использования, к которым относятся разнообразные туалеты открытого типа.
Яма может быть с частичной или полной обделкой. Полностью обделанная яма не пропускает грязь в грунт, но быстро заполняется и хуже пахнет, потому обычно применяется в плотных поселениях, где отвоз нечистот — не проблема, но важно сохранить чистоту грунтовых вод. По СНиП, общественный туалет, если он ямный, должен быть с водонепроницаемой обделкой.

### С усовершенствованными приспособлениями

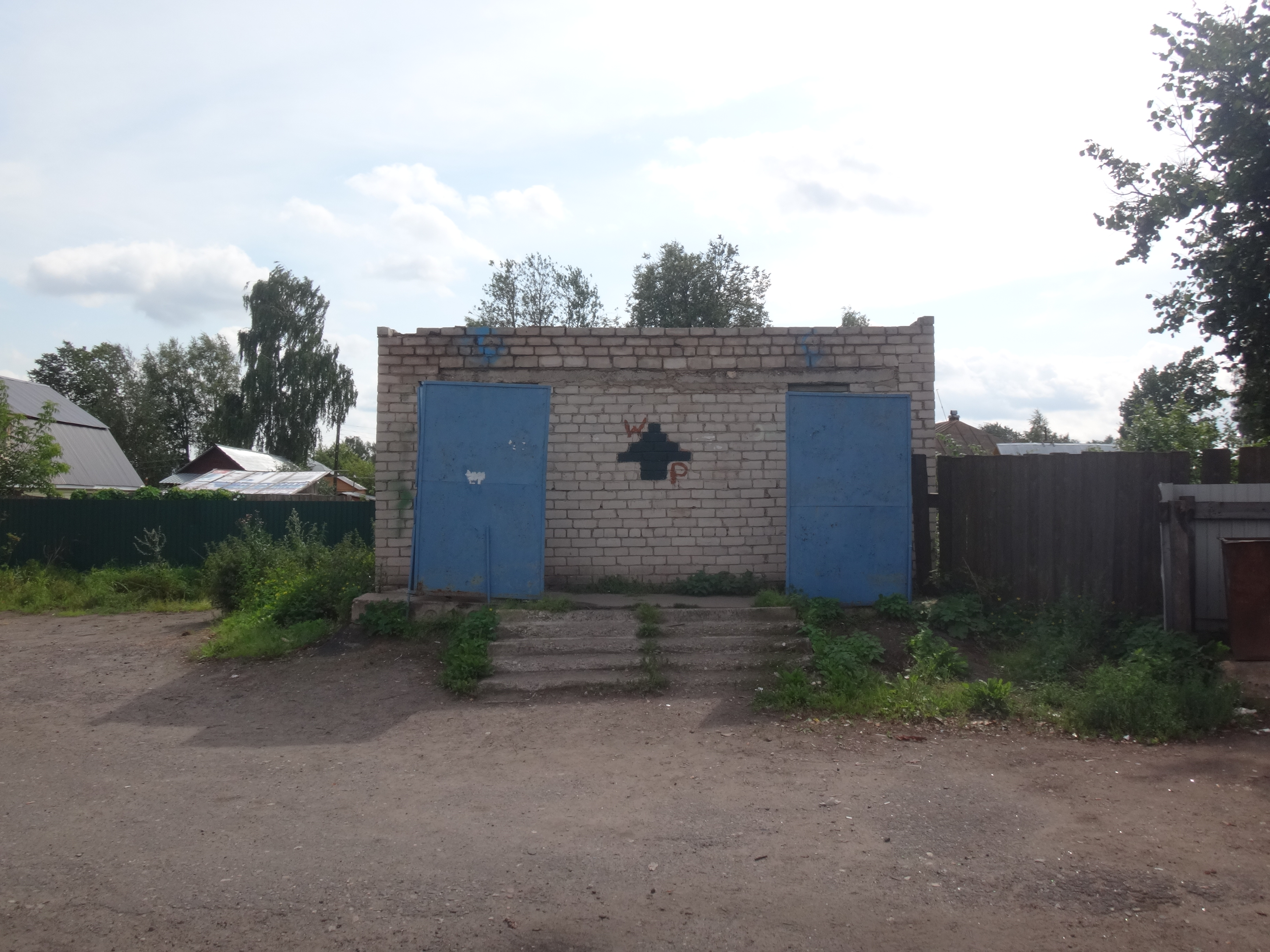
Туалет типа «сортир» (СССР)

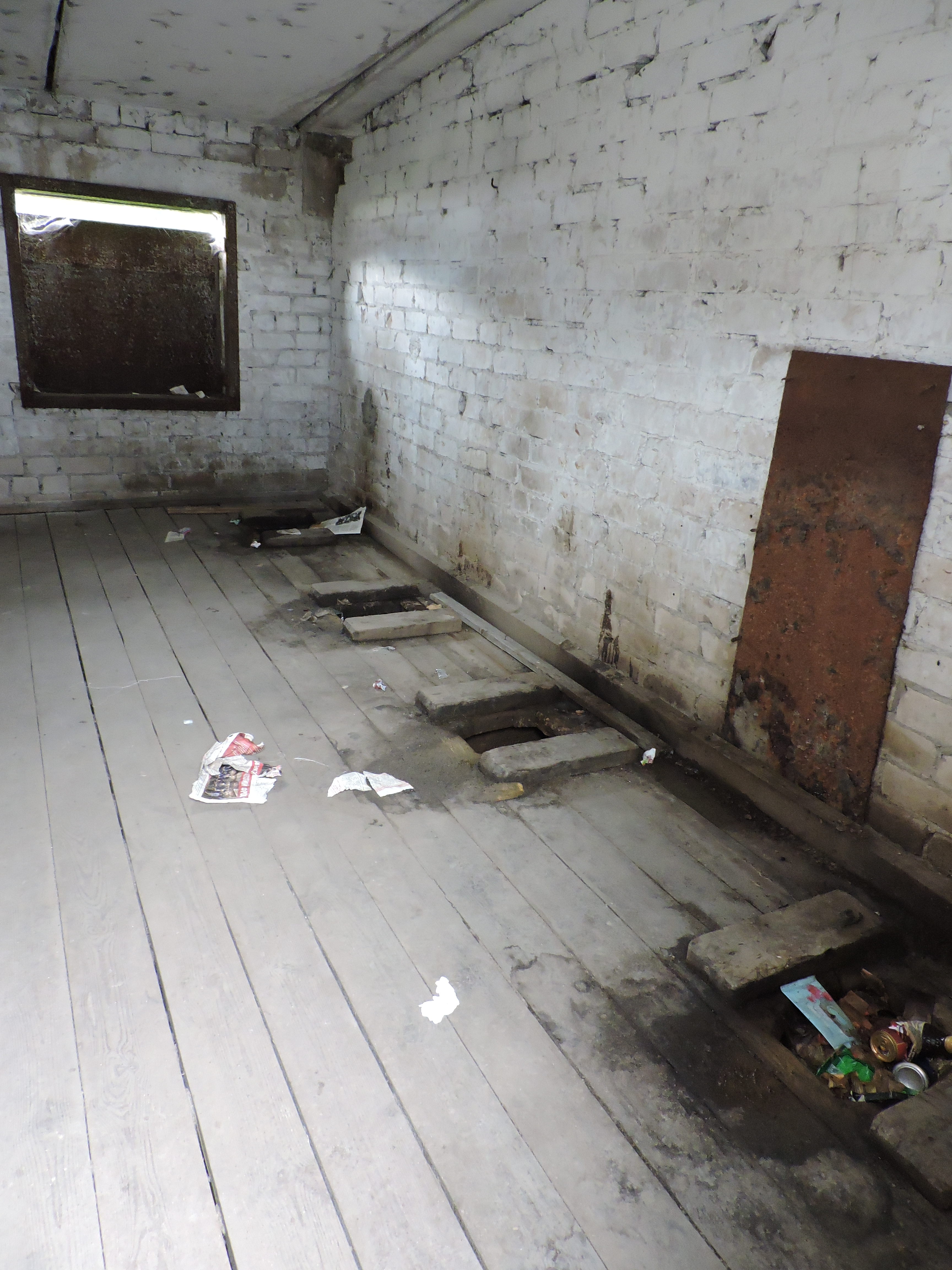
Интерьер общественной уборной

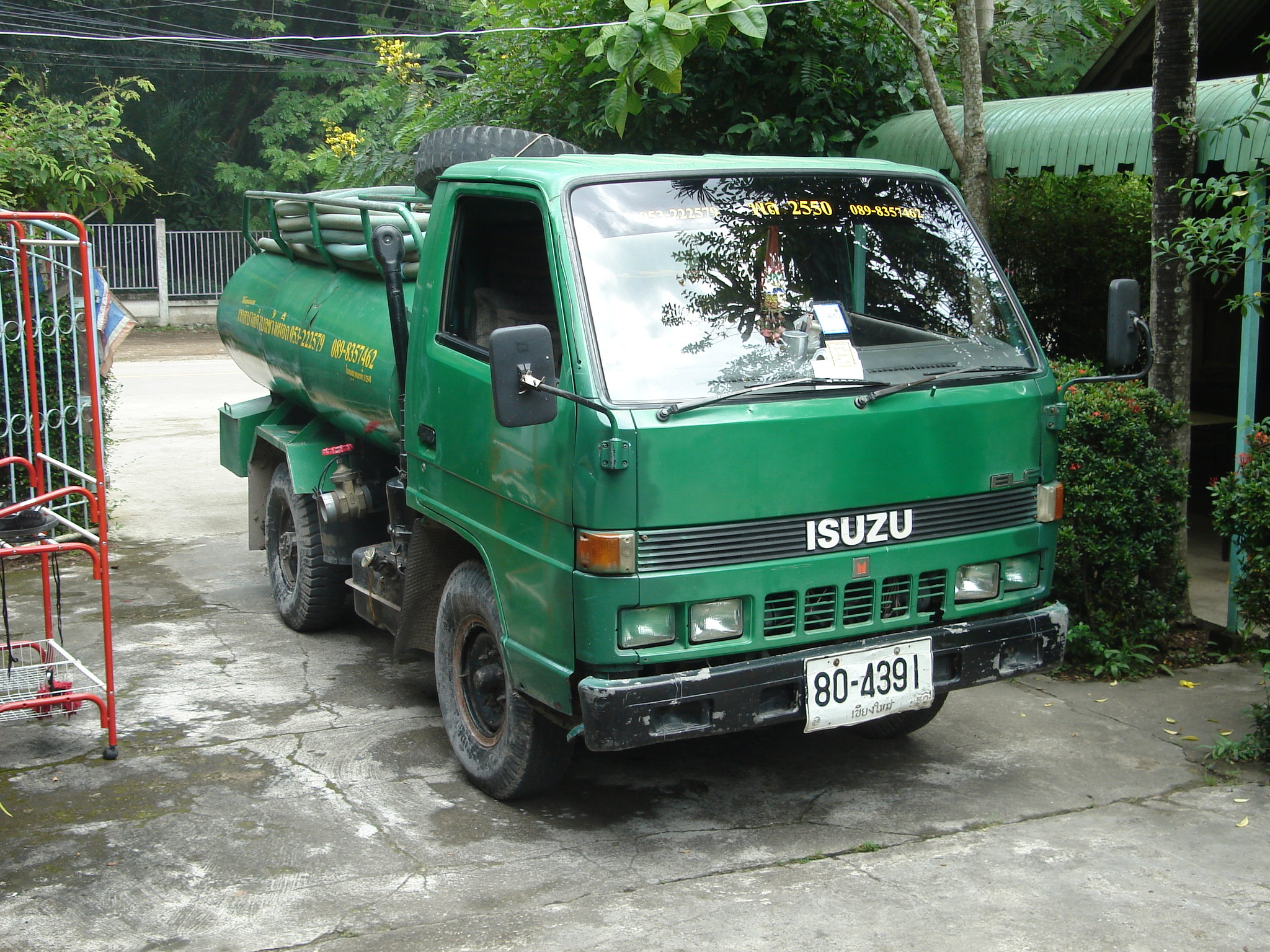
Вакуумный опорожнитель ямных туалетов, Чианг-Май, Таиланд

Хотя выражение «передовые ямные туалеты» может странно звучать, в более продвинутых формах — обычно в виде надворных построек, хотя часто используется часть жилья — яма будет больше, накрытая настилом. Настил может быть в виде простой металлической пластины либо дощатого пола — с отверстием, над которым пользователь располагается во время использования данного туалета. В условиях сурового арктического климата для дефекации используется ведро, которое затем опорожняется в такие ямы.

## Гигиена
В классическом варианте такой туалет самый не гигиеничный и даже опасный, бывали случаи когда люди в таких туалетах заражались дизентерией или проваливались в выгребную яму и погибали, но в наши дни ситуация постепенно меняется, такие туалеты усовершенствуются. В таких туалетах теперь могут использовать специальное покрытие, которое предотвращает неприятные запахи и отпугивает мух. Землю, песок или опилки (слоем в толщину шесть дюймов) могут добавлять туда после каждого пользования им для предотвращения запаха, также эффективными могут быть зола и Хлорная известь (слоем в один дюйм).